# Гузенко, Константин Александрович
 Гузенко, Константин Александрович — народный депутат Верховной Рады Украины VII созыва.

## Образование
В 1993 году окончил Национальную академию внутренних дел в Киеве, специальность — правоведение.

## Трудовая деятельность
После окончания школы призван в армию, в Среднеазиатский военный округ. Служил в ракетных войсках на космодроме Байконур.
После демобилизации в 1986 году пошёл работать в милицию Днепродзержинска, где прошел путь от сержанта патрульно-постовой службы до начальника Днепровского райотдела милиции Днепродзержинска.
В 2006 году и в 2010 году избран председателем Днепровского районного совета в городе Днепродзержинске.
В 2010 году стал заместителем городского головы Днепродзержинска.
На парламентских выборах 2012 году  избран народным депутатом Украины  по одномандатному мажоритарному избирательному округу № 30. По результатам голосования одержал победу набрав 32,81 % голосов избирателей. Заместитель главы комитета по вопросам правовой политики.
На досрочных парламентских выборах 2014 году как самовыдвиженец занял 3-е место по одномандатному мажоритарному избирательному округу № 30, набрав 15,95 % голосов избирателей.